# Marie Juchacz
Marie Juchacz (născută Marie Gohlke; n. 15 martie 1879, Gorzów Wielkopolski, Imperiul German – d. 28 ianuarie 1956, Düsseldorf, Germania) a fost o activistă socială germană.
S-a alăturat Partidului Social Democrat (SPD) în 1908, cu mai mult de zece ani înainte ca femeile să dobândească dreptul de vot, și a urmat o carieră politică, devenind, în 1919, prima femeie-membră a Reichstag-ului care a ținut cuvântare în fața parlamentului german.

## Copilărie
Marie era fiica tâmplarului Theodor Gohlke și a soției sale Henriette. Copilăria a petrecut-o într-un mediu rural sărac și a fost obligată să lase școala la 14 ani. După ce a învățat la școala locală din Landsberg an der Warthe, Juchacz, de credință protestantă, a început să lucreze în 1893 ca servitoare, iar apoi, pentru puțin timp, la o fabrică de perdele și plase de pescuit. Tatăl suferea de o infecție pulmonară și, din moment ce el nu avea asigurare de sănătate, banii aduși în cămin de Marie erau esențiali pentru supraviețuirea familiei. Din 1896 până în 1898 a lucrat ca asistentă medicală în instituția de psihiatrie din localitate.
Ulterior a terminat ucenicia ca cusătoreasă și s-a angajat la croitorul Bernhard Juchacz, cu care s-a căsătorit în 1903. Fiica lor Lotte s-a născut în același an, iar cel de-al doilea copil, Paul, s-a născut în 1905. Cuplul a divorțat în 1906, urmând ca Marie Juchacz să se mute la Berlin însoțită de copii și sora mai mică, Elisabeth Kirschmann-Röhl (1888-1930), cu copiii ei. Surorile și-au amenajat o casă la Berlin. Marie a lucrat în croitorie până în 1913.

## Activitate politică și socială

### Activism politic timpuriu
Marie a devenit interesată de politică datorită fratelui mai mare, Otto Gohlke, care către sfârșitul anilor 1890 o încuraja să citească lucrări politice populare în acea vreme, precum „Die Waffen nieder!” („Aruncă armele!”) de Bertha von Suttner și „Die Frau und der Sozialismus” („Femeia și socialismul”) de August Bebel. Prin anul 1903 l-a cunoscut pe Wilhelm Paetzel, care își vizita frecvent familia la Landsberg. Paetzel avea o slujbă importantă la editura „Vorwärts” din Berlin și era, de asemenea, un activist al SPD, candidatul partidului din partea Landsberg la alegerile din 1907.
Marie Juchacz s-a înscris în SPD în 1908. Într-o campanie susținută de August Bebel, SPD cerea în 1879 ca femeile să poată deveni membre ale partidelor politice, dar acest lucru nu a fost permis decât odată cu abrogarea vechii Legi prusace privind asocierea, în 1908. Marie Juchacz a fost una dintre primele femei din partid. Femeile au primit însă dreptul să voteze la alegerile germane abia 10 ani mai târziu.

### SPD
Juchacz era un membru activ al partidului și o bună oratoare la ședințele politice. În 1913, partidul i-a oferit o funcție plătită ca secretară a femeilor din Köln. Copiii ei au rămas la Berlin, în grija surorii. La acest post fusese desemnată de Luise Zietz (1865-1922), care din 1908 făcea parte din comitetul executiv al SPD, singura femeie din comitet la acea vreme. Juchacz s-a concentrat pe supravegherea organizației femeilor din industria textilă din zona Aachen. A avut această funcție până în 1917.

### Războiul
În noiembrie 1914, Juchacz a avut o serie de prezentări la „Asociația Națională a Femeilor” (Nationale Frauengemeinschaft), intitulată „Obligațiile sociale ale femeilor în timp de război”. Aceasta a fost prima dată când a vorbit la o adunare care nu era compusă doar din lucrători și membri ai SPD.
În timpul primului război mondial, Marie Juchacz a lucrat la organizarea „Centrului de lucru la domiciliu” (Heimarbeitszentrale), împreună cu Anna Maria Schulte, Else Meerfeld și Elisabeth Röhl (sora ei, care s-a recăsătorit ulterior și a devenit Elisabeth Kirschmann sau, în alte surse, Elisabeth Kirschmann-Röhl). Prin acest efort, au fost înființate câteva centre de cusut pentru a le oferi femeilor posibilitatea de a lucra de acasă, dar și asistență pentru văduvele de război și orfani. Juchacz a fost, de asemenea, membră a așa-numitei Comisii alimentare (Lebensmittelkommission), care opera cantine ambulante.

### Criza de partid
În 1917, după mai mult de un an de escaladare a tensiunilor interne, Partidul Social Democrat s-a destrămat. Motivul a fost dezacordul în legătură cu o serie de probleme interne și cu atitudinea anti-război manifestată de aripa „anti-revizionistă”, din care făceau parte înalți lideri de partid precum Karl Liebknecht și Rosa Luxemburg. Aripa stângă a format Partidul Social Democrat Independent (USDP), iar majoritatea, inclusiv Marie Juchacz, a rămas în SPD majoritar sub conducerea lui Friedrich Ebert, dintotdeauna ferm în susținerea războiului. În 1917, ea a revenit la Berlin, acceptând invitația lui Ebert de a deveni secretara femeilor în conducerea națională a partidului în locul lui Luise Zietz. În același an, Juchacz a fost aleasă în comitetul executiv național al SPD și a preluat de la Clara Zetkin redacția ziarului pentru femei „Die Gleichheit” („Egalitate”).

### Comitetul de bunăstare a lucrătorilor
Bazându-se pe experiența acumulată la organizațiile de sprijin pe timp de război, la 13 decembrie 1919 Marie Juchacz a fondat Comitetul de bunăstare a lucrătorilor (Arbeiterwohlfahrt – AWO), cu numele complet „Comitetul principal al Partidului Social Democrat de bunăstare a muncitorilor” (Hauptausschuss für Arbeiterwohlfahrt in der SPD). Friedrich Ebert, liderul SPD și cancelarul de atunci al Germaniei, a descris misiunea organizației cu sloganul „[Comitetul de] Bunăstarea muncitorilor este ajutorul pe care forța de muncă și-l administrează singură”. (Arbeiterwohlfahrt ist die Selbsthilfe der Arbeiterschaft). AWO a fost suprimat de naziști, dar a fost redeschis în 1946, de data aceasta apolitic.
Deși avea un mandat în Reichstag, în timpul anilor 1920 Juchacz era concentrată pe AWO. Ea considera că acordarea ajutorului persoanelor care au nevoie de el este un lucru mai important decât funcția pe care o deține.

### Membră a Adunării Naționale
La 6 februarie 1919, Marie Juchacz și sora ei au devenit două dintre cele 37 de femei alese în Adunarea Națională de la Weimar (înlocuită în iunie 1920 de Reichstag, în care Juchacz la fel a fost aleasă). La 19 februarie, la exact la o lună de la primele alegeri naționale în care femeile au avut drept de vot, Marie a fost prima femeie care a ținut un discurs în fața oricărui parlament german. Ea și-a început discursul cu următoarele cuvinte, care au fost întrerupte de hohote de râs de la bun început, provocate de forma inedită a expresiei de salut:
„Domnilor și doamnelor... [hohote în plen] Aceasta este prima oară când o femeie are posibilitatea să vorbească în fața oamenilor din parlament în condiții libere și egale, iar eu vreau să constat aici, absolut obiectiv, că atât în Germania cât și în alte părți revoluția a învins vechile prejudecăți.”
De asemenea, a fost singura femeie din „Comitetul consultativ al Adunării Naționale pentru elaborarea unei Constituții a statului german” (Ausschuß zur Vorberatung des Entwurfs einer Verfassung des Deutschen Reichs).
La alegerile din 6 iunie 1920, Marie Juchacz (spre deosebire de sora ei) și-a păstrat fotoliul în Reichstagul național, reprezentând acum SPD pe circumscripția Potsdam. A fost membră a Reichstagului până în 1933.
Juchacz și-a folosit talentul oratoric în dezbaterea de după alegerilor prezidențiale din aprilie 1932. A fost, din nou, singura femeie care a luat cuvântul și a atacat vehement Partidul nazist în ultimul său discurs în plen:
„Femeile... nu vor război civil, ele nu vor război. Femeile nu doresc exacerbarea jugului economic în beneficiul aventurilor politice în țară și în afara ei. Femeile... văd nimicnicia unui set de politici masculine, dictate de miopie, deșertăciune și cursa pentru celebritate. Dragostea noastră pentru oameni ne îndeamnă să ne opunem cu toată puterea acestor politici, politici naziste...”

### Exil
La 30 ianuarie 1933, Adolf Hitler a devenit cancelar. AWO a continuat să funcționeze timp de câteva luni, dar după incendierea Reichstagului de la sfârșitul lunii februarie și alegerile din 5 martie 1933, partidele politice au fost interzise, în special SPD, care luase locul 2 la alegeri după numărul de mandate. Mulți membri ai SPD au fost uciși sau arestați, alții și-au pierdut locul de muncă. AWO, ca și alte organizații opuse curentului nazist, a fost desființat. Conducerea SPD a fugit la Praga, iar Juchacz, în vârstă de 54 de ani, împreună cu Emil Kirschmann, văduvul surorii sale, s-a refugiat la Saarbrücken, oraș aflat încă sub control militar francez. În Saarbrücken, ea a continuat să lupte împotriva național-socialismului și, de asemenea, a înființat o cantină pentru a oferi suport refugiaților din Germania. 
Saarland (inclusiv Saarbrücken) era sub ocupația trupelor franceze conform condițiilor Tratatului de la Versailles (1919), care stipula de asemenea că locuitorii regiunii urmau să fie chemați la un referendum după 15 ani în care să-și aleagă prin vot cetățenia. În ciuda preluării puterii de către naziști, oamenii din Saarland au votat în 1935 să se reunească cu Germania, iar Juchacz s-a văzut nevoită să se refugieze din nou, de această dată la Mulhouse, Alsacia (aflat pe teritoriul Franței din 1919; în multe părți ale regiunii încă predominau dialectele germane). În Mulhouse nu a fost activă din punct de vedere politic. În 1940, armata germană a invadat Franța de Nord, obligând-o pe Juchacz, și pe alți socialiști și comuniști germani care începând cu 1933 se mutaseră la Paris, să plece la sudul Franței, ajungând la Marsilia la sfârșitul anului 1940.
În 1941 a părăsit continentul european cu viză de urgență, ajungând la New York prin Martinica. Aici s-a revăzut cu văduvul surorii sale Emil Kirschmann. Ea a învățat limba engleză și, în 1945, imediat după sfârșitul războiului, a înființat „Arbeiterwohlfahrt USA - Hilfe für die Opfer des Nationalsozialismus”, o organizație-clonă a AWO cu sediul în New York, a cărei principală activitate era sprijinirea victimelor nazismului, prin expedierea coletelor alimentare și altor produse esențiale în Germania răvășită.
În 1949, Juchacz s-a întors în Germania și a fost numită președinte de onoare al AWO.

## Recunoaștere
În memoria lui Marie Juchacz au fost numite mai multe străzi, sub forma „Marie-Juchacz-Straße” sau „Marie-Juchacz-Weg”. În 2003, Deutsche Post a inclus-o într-o serie de timbre cu femei din istoria germană.
Din 1969, AWO acordă cea mai înaltă distincție de onoare și recunoaștere, placa Marie Juchacz, membrilor AWO care demonstrează un angajament deosebit față de AWO și îi susțin interesele politice.